# Riedelia geminiflora
Riedelia geminiflora là một loài thực vật có hoa trong họ Gừng. Loài này được Theodoric Valeton miêu tả khoa học đầu tiên năm 1914.

## Phân bố
Loài này được tìm thấy trong rừng trên dãy núi Kami, đông bắc Papua New Guinea. Mẫu vật điển hình: F.R.R. Schlechter 17050 do Rudolf Schlechter thu thập.